# Bronisław Marchlewicz
Bronisław Marchlewicz (ur. 1899, zm. 1972) – polski policjant, członek ruchu oporu, uhonorowany medalem Sprawiedliwy wśród Narodów Świata.
Walczył w I wojnie światowej i w wojnie polsko-sowieckiej. Był kierownikiem komisariatu policji w Otwocku w okresie przedwojennym od 1937 i podczas II wojny światowej jako członek granatowej policji. Jednocześnie działał w ruchu oporu jako oficer Kadry Polski Niepodległej, Korpusu Bezpieczeństwa i Armii Krajowej (ps. „Śmiały”). Wiele osób uchronił przed aresztowaniem, w tym Żydów. Opiekował się klasztorem Elżbietanek, w którym ukrywano żydowskie dzieci. W 1949 r. aresztowany za udział w faszyzacji życia państwowego w Polsce w latach 1927–1937. Choć w jego obronie zebrano kilka tysięcy podpisów, został skazany na 6 lat więzienia. W 1950 r. Sąd Najwyższy zmniejszył karę. Pośmiertnie, w roku 2004, został odznaczony medalem Sprawiedliwy wśród Narodów Świata przyznawanym przez jerozolimski Instytut Jad Waszem.
W 2009 r. za bohaterską postawę i niezwykłą odwagę wykazaną w ratowaniu życia Żydom podczas II wojny światowej, za wybitne zasługi w obronie godności człowieczeństwa i praw ludzkich został pośmiertnie odznaczony Krzyżem Komandorskim z Gwiazdą Orderu Odrodzenia Polski.